# ساسون گابای
ساسون گابای (عبری: ששון גבאי؛ زادهٔ ۲۴ نوامبر ۱۹۴۷) یک هنرپیشه، و کارگردان اهل اسرائیل است. وی از سال ۱۹۷۳ میلادی تاکنون مشغول فعالیت بوده‌است.
از فیلم‌ها یا برنامه‌های تلویزیونی که وی در آن نقش داشته است می‌توان به رمبو ۳، فرمان، بازدید گروه موسیقی، بدون دخترم هرگز اشاره کرد.